# Euros Childs
Pour les articles homonymes, voir Childs.
Euros Child né le 16 avril 1975, est un compositeur et musicien gallois, plus connu pour avoir fondé et dirigé le groupe Gorky's Zygotic Mynci, dont il faisait partie depuis l'âge de 15 ans. Il a passé son enfance dans le Pembrokeshire, au Pays de Galles.
Après la sortie de son premier single en solo en novembre 2005, Donkey Island, il a entamé une tournée au Royaume-Uni avec le musicien gallois Alun Tan Lan. Son premier album solo, Chops, sorti en février 2006 sur le label Whicita, a reçu un accueil mitigé de la critique.
En 2000, il apparait dans un film documentaire de Marc Evans sur Cardiff, Beautiful Mistake, aux côtés de son ancien groupe, de John Cale et de James Dean Bradfield.
.

## Discographie

### Avec les Gorky's Zygotic Mynci
Voir la partie discographie de l'article Gorky's Zygotic Mynci

## Sans les Gorky's
- musicien sur l'album Barnes & Noble de Syd Matters
- Chops (2006)